# Nymula titia
Nymula titia är en fjärilsart som beskrevs av Pieter Cramer 1777. Nymula titia ingår i släktet Nymula och familjen Riodinidae. Inga underarter finns listade i Catalogue of Life.